# Андріївка (Божедарівська селищна громада)
Андрі́ївка — село в Україні, у Божедарівській селищній громаді Кам'янського району Дніпропетровської області. Населення — 201 мешканець.

## Географія
Село Андріївка розташоване на березі річки Суха Саксагань, яка через 2 км впадає в Макортівське водосховище, вище за течією на відстані 1 км розташоване село Благословенна. Річка в цьому місці пересихає, на ній зроблено кілька загат. 

## Населення

### Мова
Розподіл населення за рідною мовою за даними перепису 2001 року:
| Мова            | Відсоток |
| --------------- | -------- |
| українська      | 96,5 %   |
| російська       | 2,5 %    |
| інші/не вказали | 1 %      |